# Gina Martin
Gina Martin (Liverpool, ?) é uma ativista política e autora britânica. Ela é conhecida por seu caso de tornar ilegal o "upskirting" (tirar fotos por baixo da saia de outra pessoa) na Inglaterra e no País de Gales, o que resultou na Lei de Voyeurismo (Ofensas) de 2019. Gina Martin também é autora de um livro, Be the Change: A Toolkit for the Activist in You, e rejeitou uma indicação para o prêmio de Ordem do Império Britânico em 2020.

## Ativismo
Em junho de 2017, Gina Martin estava participando do British Summer Time Festival, em Hyde Park, em Londres, quando descobriu que um homem havia tirado uma foto de sua calcinha por baixo da saia. Ela levou o telefone dele à polícia, que lhe disse que o ato não era ilegal e, portanto, não poderia tomar nenhuma atitude. Depois de postar sobre o incidente no Facebook, sua história se tornou viral e uma petição online foi iniciada para reabrir seu caso. A petição recebeu mais de 100.000 assinaturas, e Gina começou a fazer campanha para mudar a lei com representação pro bono do advogado associado Ryan Whelan, da Gibson Dunn & Crutcher LLP. Gina Martin fez campanha enquanto trabalhava em tempo integral, e recebeu uma grande quantidade de assédio online, incluindo centenas de ameaças de estupro.
Em março de 2018, junto com Gina e Ryan, a deputada Wera Hobhouse apresentou um projeto de lei para membros privados para tornar o upskirting um crime. O projeto foi bloqueado em segunda leitura pelo deputado conservador Christopher Chope. Em resposta, o Ministério da Justiça apoiou a campanha anti-upskirting apresentando um projeto de lei do governo que acabou por ser aprovado pela Câmara dos Lordes em fevereiro de 2019 e a Lei do Voyeurismo (Ofensas) de 2019 entrou em vigor em abril do mesmo ano.
Desde sua campanha, Gina Martin escreveu para Grazia, The World Economic Forum, The Guardian, Glamour e The Daily Telegraph, e em junho de 2019, publicou um livro sobre ativismo intitulado Be the Change: A Toolkit for the Activist in You. Gina Martin também é embaixadora da ONU Mulheres. Ela apresenta um programa de rádio chamado Gina's Gamechangers, na BBC Radio 5 Live, e o podcast Might Delete Later com sua irmã Stevie Martin.
Em 2019, Gina Martin foi incluída na lista das 100 Mulheres da BBC e na lista Time 100 Next, bem como no prêmio Stylist Remarkable Women Gamechanger, e no Disruptor do Ano do Cosmopolitan Magazine Influencer Awards.
Gina Martin trabalhou pro bono para a modelo Nyome Nicholas-Williams fazer campanha contra a política de nudez do Instagram, depois que a plataforma foi acusada de censura por excluir imagens de Nicholas-Williams do site, mantendo imagens semelhantes de mulheres brancas, resultando em uma mudança oficial em sua política de nudez sobre apertar os seios.
Gina Martin rejeitou uma oferta para ser nomeada para uma Ordem do Império Britânico em 2020, escrevendo no Twitter que seria "profundamente hipócrita" aceitar a honra "ao mesmo tempo que continuo a ser vocal no meu compromisso com o anti-racismo e a compreender os profundas e inquietantes questões raciais que o Império Britânico construiu na fundação do nosso país e de muitos outros”[fonte não primária necessária] e citou preocupações sobre a “violência e opressão” do Império Britânico.